# Bistum Colle di Val d’Elsa
Das Bistum Colle di Val d’Elsa (lateinisch) war eine römisch-katholische Diözese in Italien mit Sitz in Colle di Val d’Elsa, die von 1592 bis 1986 bestand.
Es wurde am 5. Juni 1592 durch Clemens VIII. begründet und unterstand als Suffraganbistum dem Erzbistum Florenz. Am 30. September 1986 wurde es mit dem Erzbistum Siena und dem Bistum Montalcino zum Erzbistum Siena-Colle di Val d’Elsa-Montalcino zusammengeschlossen.

## Bischöfe von Colle di Val d’Elsa
Folgende Personen waren Bischöfe von Colle di Val d’Elsa:
- Usimbardo Usimbardi (1592–1612)
- Cosimo della Gherardesca (1613–1633)
- Tommaso Salviati (1634–1638), dann Bischof von Arezzo
- Roberto Strozzi (1638–1645), dann Bischof von Fiesole
- Giovanni Battista Buonacorsi (1645–1681)
- Pietro Pietra (Petria) OSB (1681–1703)
- Domenico Ballati-Nerli OSB (1704–1748)
- Benedetto Gaetani (1749–1754)
- Domenico Gaetano Novellucci (1755–1757)
- Bartolomeo Felice Guelfi Camaiani (1758–1772)
- Ranieri Mancini (1773–1776), dann Bischof von Fiesole
- Aloisio Buonamici (1776–1782), dann Bischof von Volterra
- Niccolò Sciarelli (1782–1801)
- Raimondo Luigi Vecchietti (1801–1805)
- Niccolò Laparelli (1805–1807), dann Bischof von Cortona
- Marcello Maria Benci (1807–1810)
- Vakanz
- Giuseppe Stanislao Gentili (1815–1833)
- Attilio Fiascaini (1834–1843), dann Bischof von Arezzo
- Giuseppe Chiaromanni (1847–1869)
- Giovanni Pierallini (1871–1876), dann Erzbischof von Siena
- Marcello Mazzanti (1876–1885), dann Bischof von Pistoia e Prato
- Luigi Traversi (1885–1891)
- Alessandro Toti (1891–1903)
- Massimiliano Novelli (1903–1921)
- Giovanni Andrea Masera (1921–1926)
- Ludovico Ferretti OP (1927–1930)
- Francesco Niccoli (1932–1965)
- Ismaele Mario Castellano OP (1975–1986), dann Erzbischof von Siena-Colle di Val d’Elsa-Montalcino